# Jan Grotheer

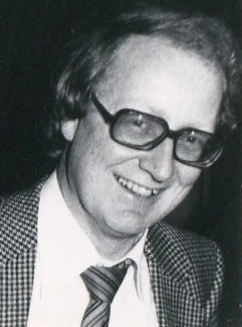
Jan Grotheer um 1979

Jan Grotheer (*  1945 in Hannover)  ist ein deutscher Jurist und ehemaliger Präsident des Hamburger Finanzgerichts.

## Leben und Wirken
Nach dem Studium der Rechtswissenschaften mit Promotion im Bereich Arbeitsrecht ließ sich Jan Grotheer in Hamburg als Rechtsanwalt nieder.  Anschließend war er von 1975 bis 1982 – unterbrochen von einer dreijährigen Tätigkeit als Pressesprecher der Justizbehörde – als Richter am Amtsgericht Hamburg tätig.
Im Oktober 1982 wechselte er zum Finanzgericht Hamburg, einer obersten Landesbehörde, die unter anderem für Steuer-, Zoll-, Kindergeld- und Europäisches Markenrecht zuständig ist.
1990 wurde er zum Vorsitzenden Richter ernannt, 1992 zum Vizepräsidenten und im Herbst 1997 zum Präsidenten des Finanzgerichts. Er blieb Vorsitzender des 6. Senats, der vor  allem für Großunternehmen zuständig ist.
Grotheer machte sich unter anderem einen Namen als Modernisierer von Organisationsstrukturen und bürokratischen Abläufen nicht nur im Amtsgericht und im Finanzgericht, sondern bei der Hamburger Justiz  insgesamt. So wurde  unter seiner Leitung bereits 1990 einen Modellversuch zur Einführung des elektronischen (also papierlosen) Rechtsverkehrs in gerichtlichen  Verfahren gestartet. Im Jahr 2002 führte das Finanzgericht als erste Behörde bundesweit die Möglichkeit der kompletten Abwicklung eines gerichtlichen Verfahrens auf elektronischem Wege ein, welches die Dauer von Prozessen erheblich verkürzen kann.
Im Herbst 2010 ging Grotheer in den Ruhestand.

## Ehrenämter
- Präsidiumsmitglied im Deutschen Richterbund (1992 – 2007)
- Präsident der Deutsch-Japanischen Juristenvereinigung (DJJV)
- Präsident der Deutsch-Taiwanischen Juristenvereinigung
- Beirat der Deutsch-Koreanischen Gesellschaft Hamburg

## Ehrungen
- 2003 verlieh der Hamburger Anwaltverein Jan Grotheer den Emil-von-Sauer-Preis.
- 2009 erhielt Grotheer in Tokio einen Preis des japanischen Außenministers.[3]
- 2013 wurde ihm der japanische mittlere Orden der Aufgehenden Sonne am Band verliehen.[4]
- 2016 bekam er das Bundesverdienstkreuz 1. Klasse.

## Schriften
- Mit Mattias Scheer (Hrsg.)  Japanische Direktinvestitionen in Deutschland und deutsche Direktinvestitionen in Japan. Hrsg. Deutsch-Japanische Juristenvereinigung,  Hamburg 1997
- Mit Mattias Scheer: Produkthaftung in Deutschland und Japan. :Hrsg. Deutsch-Japanische Juristenvereinigung, Hamburg  1996
- Befristetes Arbeitsverhältnis und Kündigungsschutz; Athenäum-Verlag, Frankfurt (am Main) 1973